# La Proie de l'homme
Pour plus de détails, voir Fiche technique et Distribution.
La Proie de l'homme (櫂, Kai) est un film japonais réalisé par Hideo Gosha, sorti en 1985.
C'est l'adaptation du roman du même nom de Tomiko Miyao.

## Fiche technique
Sauf indication contraire, les informations mentionnées dans cette section peuvent être confirmées par la base de données cinématographiques IMDb,  présente dans la section « Liens externes ».
- Titre original : 櫂 (Kai?)
- Titre français : La Proie de l'homme
- Réalisation : Hideo Gosha
- Scénario : Kôji Takada d'après le roman de Tomiko Miyao
- Direction artistique : Yoshinobu Nishioka
- Décors : Tadao Nishida
- Costumes : Mamoru Mori
- Photographie : Fujio Morita
- Montage : Isamu Ichida
- Musique : Masaru Satô
- Société de production : Toei
- Pays d'origine : Japon
- Format : Couleurs - 2,35:1 - Mono
- Genre : drame
- Durée : 134 minutes
- Date de sortie :
  - Japon : 15 janvier 1985

## Distribution
- Ken Ogata : Iwago Tomita
- Yukiyo Toake : Kiwa Tomita